# Capsicum baccatum
Capsicum baccatum é o nome científico de uma pimenta conhecida como pimenta dedo-de-moça ou  pimenta-aji, originária do Peru, da qual existem diversas variedades. No Brasil, são conhecidas, sobretudo, três variedades desta espécie: pimenta dedo-de-moça (Capsicum baccatum), pimenta-cumari (Capsicum baccatum var. praetermissum) e cambuci (Capsicum baccatum var. pendulum). É muito utilizada na culinária do Peru. No Brasil, a pimenta calabresa é produzida a partir de pimentas desta espécie.
Segundo Bontempo  a pimenta dedo-de-moça (Capsicum baccatum) é uma das mais consumidas no Brasil, inclusive seca e moída, quando é conhecida como pimenta calabresa.

## Variedades
- Capsicum b. var. baccatum
- Capsicum b. var. pendulum (Willd.) Eshbaugh - pimenta-dedo-de-moça ou pimenta-chifre-de-veado, cambuci[2]
- Capsicum b. var. praetermissum (Heiser & P.G.Sm.) Hunz. - pimenta-cumari-verdadeira[2]
- Capsicum b. var. umbilicatum (Vell.) Hunz. & Barboza

## Sinonímias
- Capsicum frutescens var. baccatum (L.) Irish [= Capsicum baccatum var. baccatum]
- Capsicum microcarpum Cav. [= Capsicum baccatum var. baccatum]
- Capsicum microcarpum var. tomentosum Chodat & Hassl. [= Capsicum baccatum var. baccatum]
- Capsicum pendulum Willd. [≡ Capsicum baccatum var. pendulum]

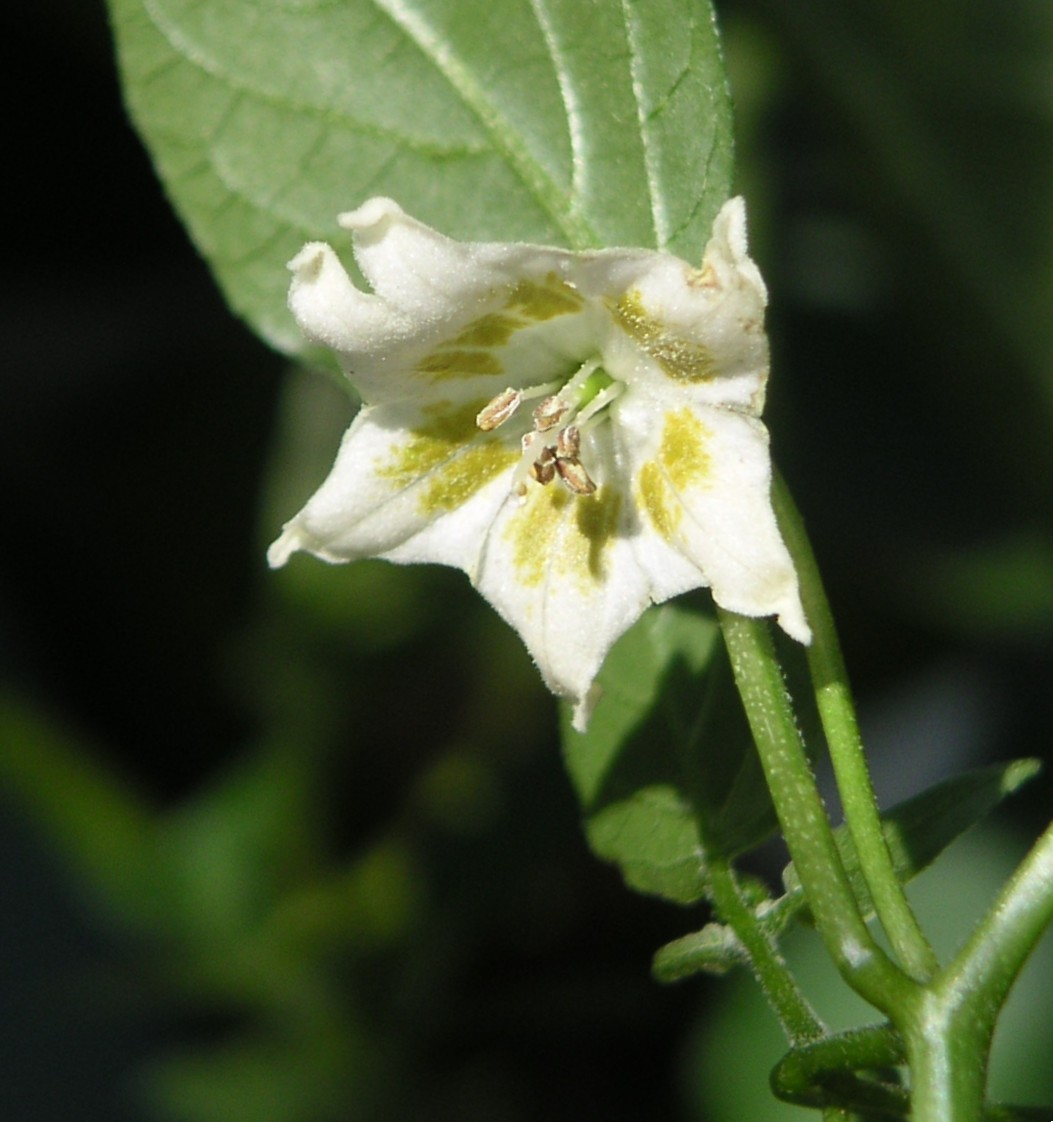
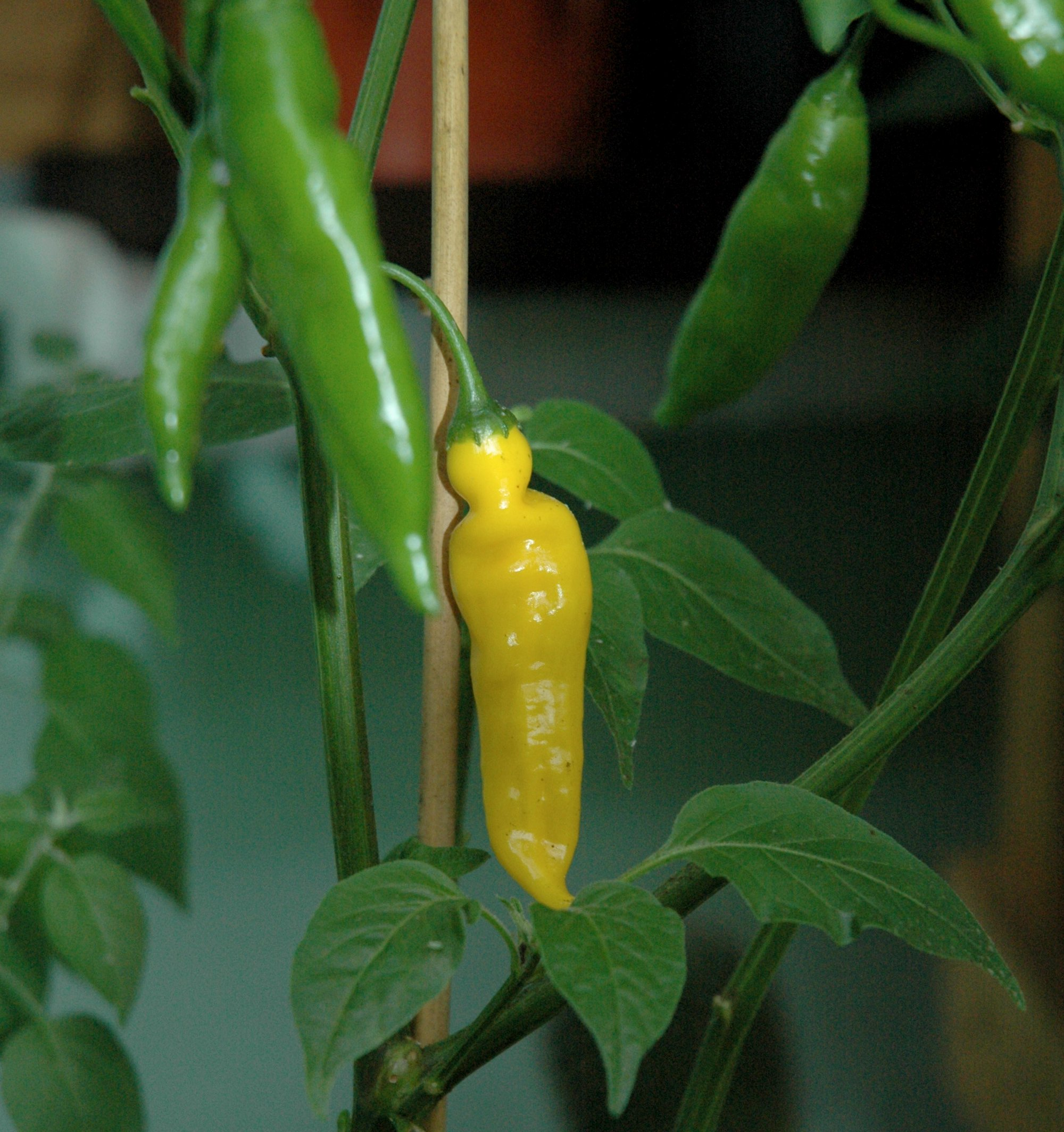
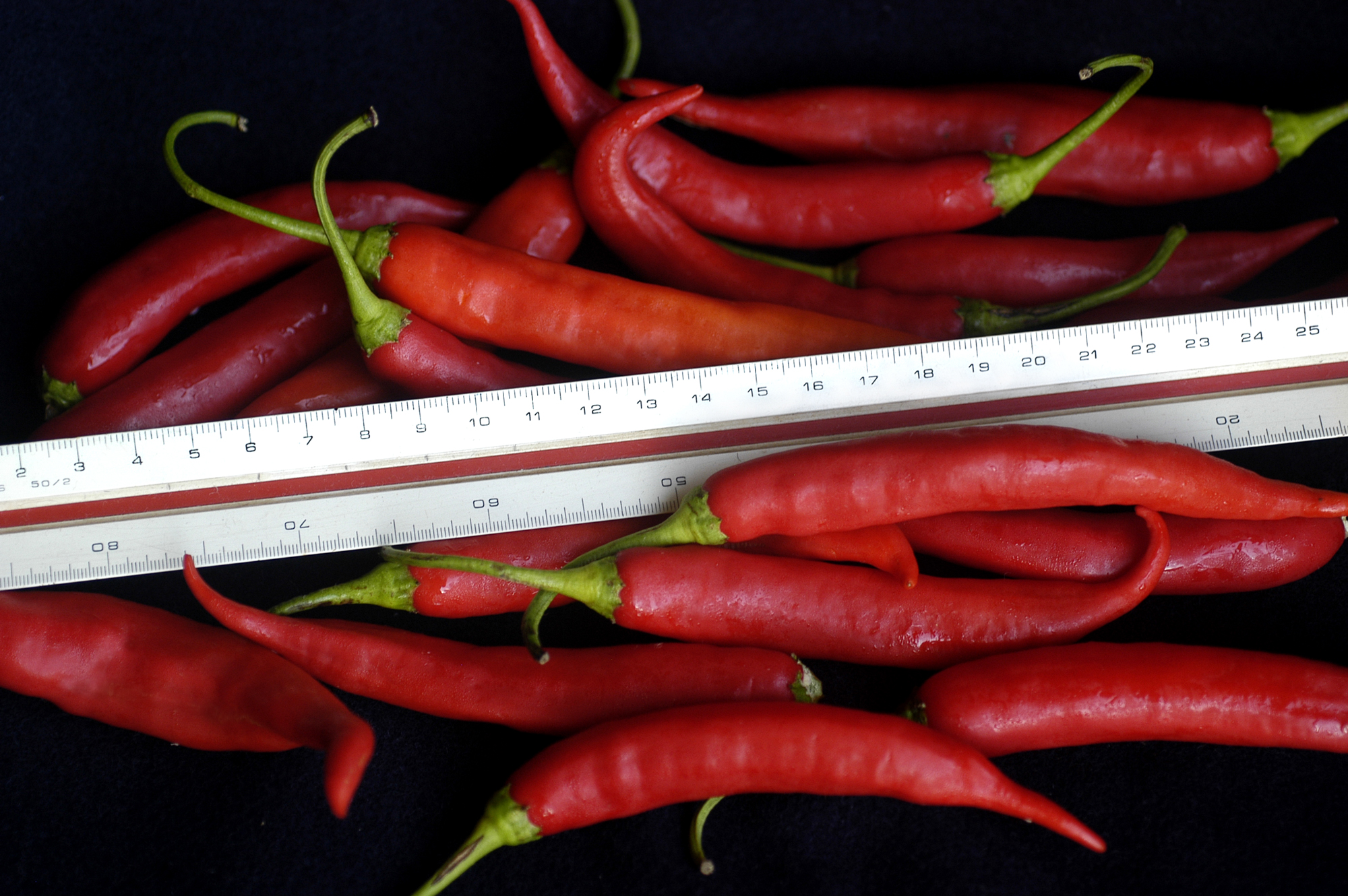

- Capsicum praetermissum Heiser & P.G.Sm. [≡ Capsicum baccatum var. praetermissum]
- Capsicum umbilicatum Vell. [≡ Capsicum baccatum var. umbilicatum]